# Drosophila ogumai
Drosophila ogumai este o specie de muște din genul Drosophila, familia Drosophilidae, descrisă de Zannat și Masanori Joseph Toda în anul 2002.
Este endemică în Myanmar. Conform Catalogue of Life specia Drosophila ogumai nu are subspecii cunoscute.